# 李杨 (新闻主播)
李杨（1985年—），湖南长沙人，现任广州电视台经济新闻主播。第十二届广州“美在花城”比赛总冠军。

## 电视剧
| 首播   | 劇名       | 角色   |
| 2007年 | 大旗英雄传 | 冷青萍 |

## 奖项
- 第12届广州“美在花城”比赛总冠军

## 广告
- 彩迪防晒霜
- 佳雪芦荟保湿洁面乳
- "迪豆"祛痘护肤品
- 第一色护肤品
- 至美斋
- 溪黄草茶

## 外部連結
- VJ李杨 新浪微博 （页面存档备份，存于）